# Hans Jensen (historiker)
Hans Martin Harald Jensen, född 3 maj 1890, död 6 februari 1945, var en dansk historiker.
Hans Jensen blev filosofie doktor 1936 med avhandlingen Dansk jordpolitik 1757–1919 (ett andra band utkom 1945). Han anställdes 1927 vid Institutet for Historie og Samfundsøkonomi i Köpenhamn, redigerade tillsammans med Povl Engelstoft de härifrån utgångna Studier, 1-2 (1930–1933) och Bidrag til Arbejderklassens og Arbejderspørgsmaalets Historie i Danmark (1931). Jensen utgav vidare bland annatDe danska Stænderforsamlingers Historie 1830–1848 (2 band, 1931–1934) och författade partierna 1730–1766, 1814–1848 och 1920–1928 i Det danske Folks Historie, 5, 6 och 8 (1928–1929).